# جاستین فاشانو
جاستین فاشانو (به انگلیسی: Justin Fashanu) (زاده ۱۹ فوریه سال ۱۹۶۱)،(درگذشت ۲۷ نوامبر سال ۱۹۹۸) بازیکن فوتبال انگلیسی بود.وی یکی از اولین بازیکن فوتبال‌های حرفه‌ای بود که همجنسگرایی خود را علنی کرد.